# Mount Weininger
Mount Weininger ist ein 1970 m hoher und größtenteils eisfreier Berg im westantarktischen Queen Elizabeth Land. In der Patuxent Range der Pensacola Mountains ragt er am nördlichen Ausläufer des Mackin Table auf, mit dem er über einen kurzen Bergkamm verbunden ist.
Der United States Geological Survey kartierte ihn anhand eigener Vermessungen und Luftaufnahmen der United States Navy aus den Jahren von 1956 bis 1966. Das Advisory Committee on Antarctic Names benannte ihn 1968 nach dem US-amerikanischen Ionosphärenphysiker Richard B. Weininger, wissenschaftlicher Leiter der Amundsen-Scott-Südpolstation im antarktischen Winter 1967.